# Hironimus Pakaenoni

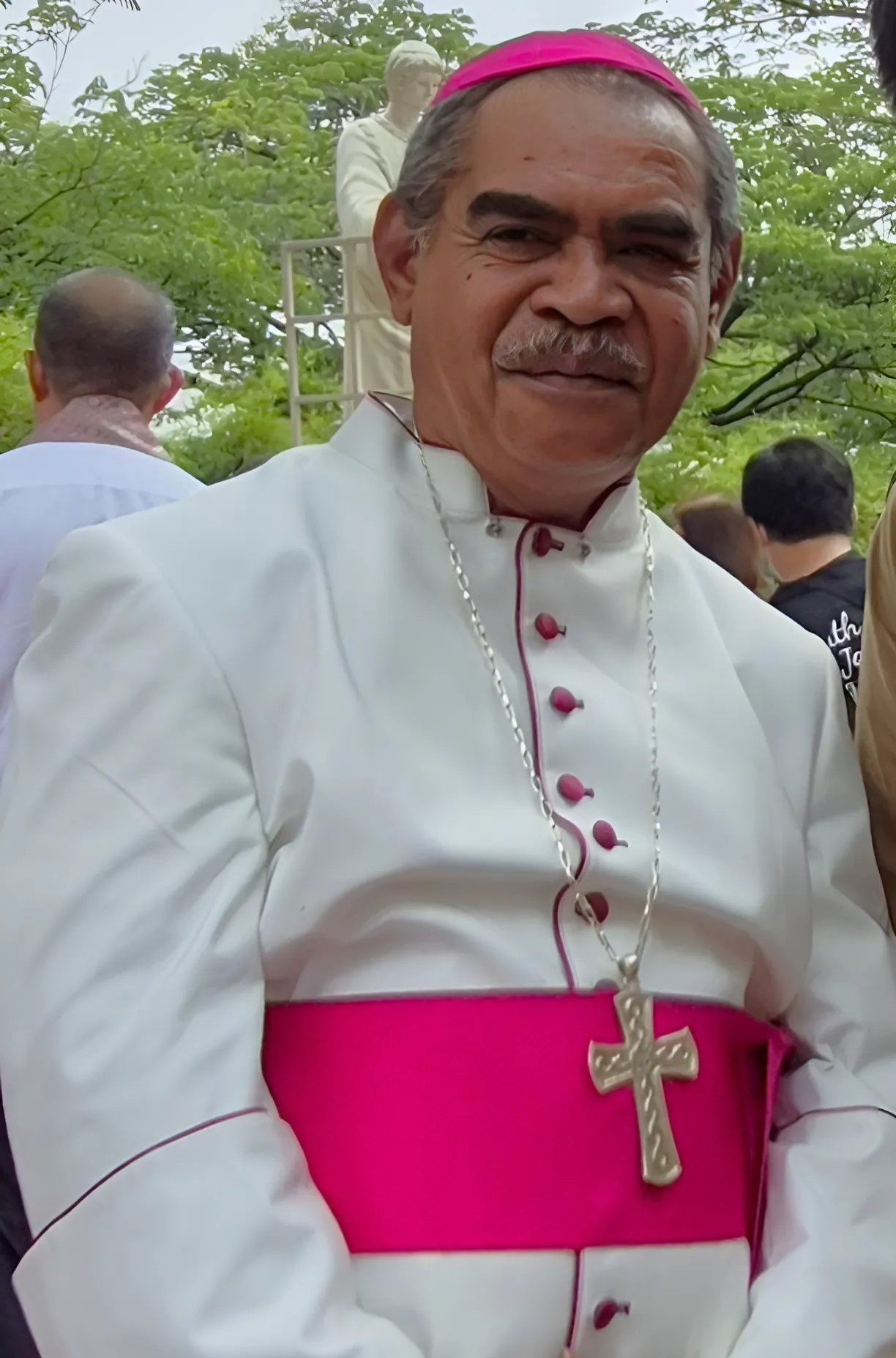
Hironimus Pakaenoni (2024)

Hironimus Pakaenoni (* 14. April 1969 in Noimuti, Westtimor) ist ein indonesischer römisch-katholischer Geistlicher und Erzbischof von Kupang.

## Leben
Hironimus Pakaenoni besuchte das Knabenseminar in Lalian (Distrikt Biboki Moenleu) und studierte anschließend als Seminarist des interdiözesanen Priesterseminars in Ritapiret Philosophie an der Hochschule von Ledalero auf Flores. Nach einem praktischen Jahr in der Seelsorge im Erzbistum Kupang studierte er in Ritapiret und Ledalero Theologie. Am 8. September 1997 empfing er das Sakrament der Priesterweihe für das Erzbistum Kupang.
Neben Aufgaben in der Pfarrseelsorge studierte er von 2001 bis 2003 an der Päpstlichen Universität Urbaniana in Rom und erwarb das Lizenziat in Dogmatik. Ab 2004 war er am interdiözesanen Priesterseminar in Kupang in der Priesterausbildung sowie als Dozent an der Katholischen Universität Widya Mandira. Von 2010 bis 2018 war er Dekan der Fakultät für Philosophie und Religion der Universität Widya Mandira. Von 2012 bis 2023 war er zudem Präsident der Bildungsstiftung Swastisari .
Papst Franziskus ernannte ihn am 9. März 2024 zum Erzbischof von Kupang. Der Apostolische Nuntius in Indonesien, Erzbischof Piero Pioppo, spendete ihm am 9. Mai desselben Jahres in der Kathedrale Christus König in Kupang die Bischofsweihe. Mitkonsekratoren waren sein Amtsvorgänger Peter Turang und der Bischof von Atambua, Dominikus Saku.